# Idaea filicata
Idaea filicata là một loài bướm đêm thuộc họ Geometridae. Nó được tìm thấy ở Nam Âu và Cận Đông.
Loài này có sải cánh dài 12–21 mm.

## Hình ảnh

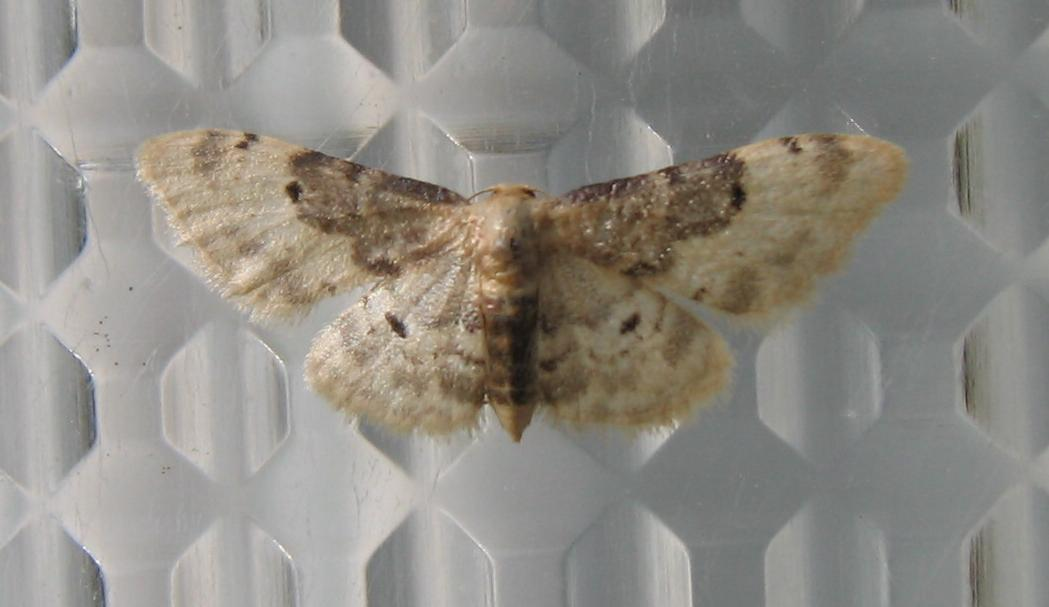